# Барнсли (футбольный клуб)
«Ба́рнсли» (полное название — Футбольный клуб «Ба́рнсли», англ. Barnsley Football Club; английское произношение: [ˈbaːnzli 'futbɔ:l klʌb]) — английский профессиональный футбольный клуб из одноимённого города в графстве Саут-Йоркшир. Бо́льшую часть своей истории клуб провёл во втором дивизионе английского чемпионата. За «Барнсли» выступали многие известные игроки. Одним из них был Томми Тейлор, выступавший за «Барнсли» и «Манчестер Юнайтед» и погибший в мюнхенской авиакатастрофе.
Домашний стадион клуба — «Оуквелл», вмещающий более 23 тысяч зрителей.
Выступает в Лиге 1, третьем по значимости дивизионе в системе футбольных лиг Англии.

## История
Футбольный клуб «Барнсли» был создан в 1887 году. С 1890 года команда играла в Sheffield and District League, а с 1895 года в Лиге Центральных графств (Midland League).
В 1898 году «Барнсли» вступил в Футбольную лигу и в последующие 10 лет играл во Втором дивизионе. В 1910 году клуб дошёл до финала Кубка Англии, где уступил «Ньюкаслу» в переигровке. В 1912 году клуб снова вышел в финал Кубка Англии, где победил в переигровке «Вест Бромвич Альбион» (1:0), завоевав этот трофей в первый и единственный раз в своей истории.
После Первой мировой войны, когда возобновились соревнования, было решено расширить Первый (высший) дивизион с 20 команд до 22. «Барнсли», занявший в сезоне 1914/15 3-е место во Втором дивизионе, рассчитывал на повышение в классе, но в результате закулисных игр место в высшем дивизионе получил «Арсенал», руководимый Генри Норрисом, позже разоблачённым в ходе коррупционного скандала.
В сезоне 1921/22 команде не хватило одного забитого мяча (при равенстве очков разница мячей была дополнительным показателем) в борьбе со «Сток Сити» за выход в высший дивизион. В 30—50-е годы клуб попеременно выступал во втором и третьем дивизионах, в 60—70-е — в третьем и четвёртом. В 80-е и в начале 90-х клуб смог вернуться во второй дивизион и закрепиться в нём.

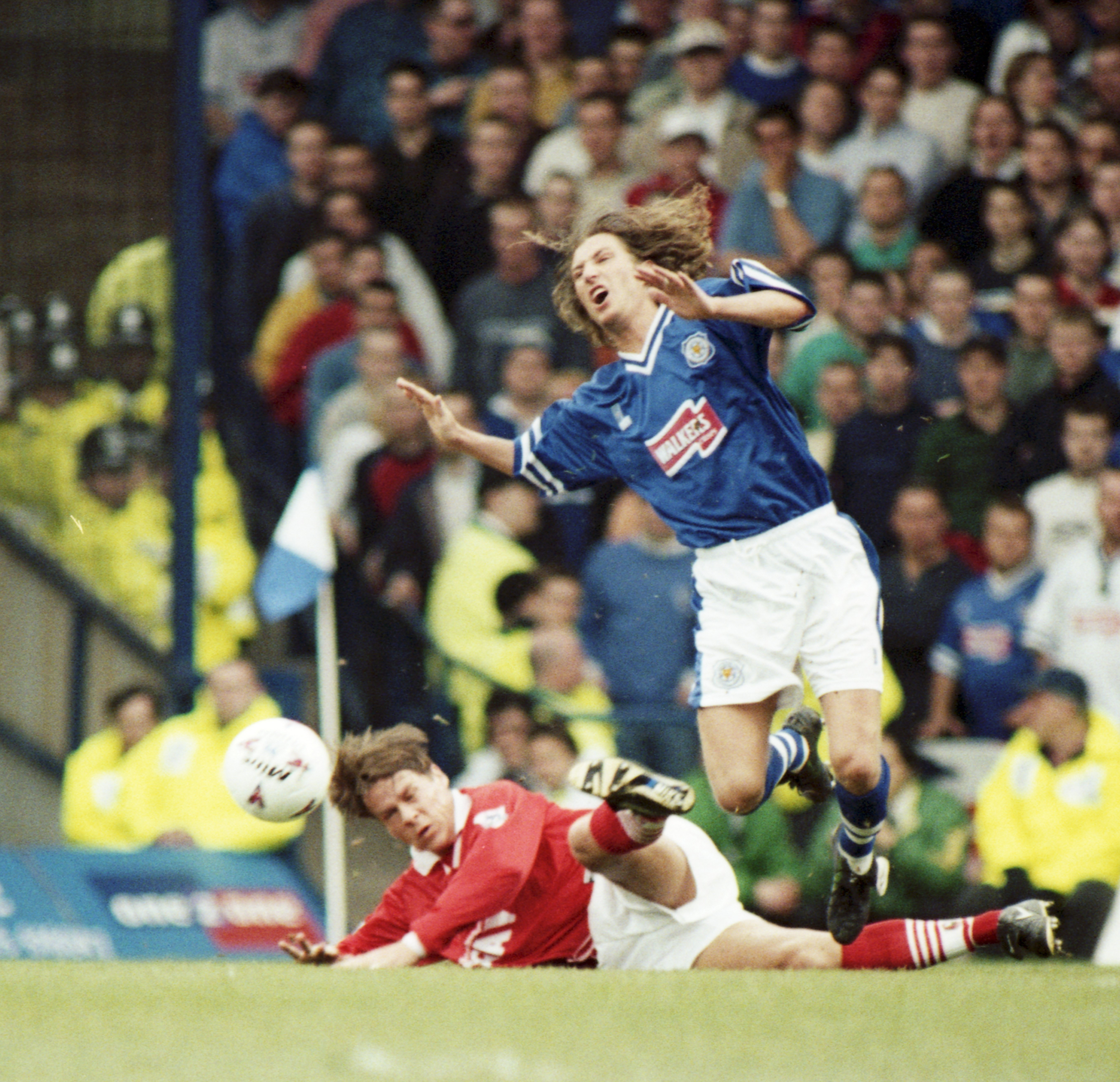
Момент матча «Барнсли» и «Лестер Сити» в сезоне 1997/98, в синем игрок «Лестера» Робби Сэвидж.

В сезоне 1996/97 Барнсли впервые в истории вышел в Премьер-лигу, но в следующем сезоне из неё вылетел. В последующие годы клуб вылетел во второй (третий по силе в то время) дивизион, и его существование некоторое время находилось под угрозой, особенно в 2002 году после развала ITV Digital. Тогдашний мэр города Питер Дойл спас клуб от разорения, выкупив его. В настоящее время клубом владеет бизнесмен Патрик Крайн.
В 2006 году «Барнсли» переиграл в финале плей-офф Первой лиги (третьего по силе дивизиона) на стадионе «Миллениум» в Кардиффе «Суонси Сити» по пенальти (2:2; 4:3 пен.) и вышел в Чемпионат Футбольной лиги, второй по силе дивизион Англии, этот успех был достигнут под руководством тренера Энди Ритчи, сменившего на посту Пола Харта.
В сезоне 2006/07 команда боролась за выживание, находилась в зоне вылета, Ритчи был заменён на Саймона Дейви, в итоге «Барнсли» удалось избежать вылета и занять спасительное 20-е место. В сезоне 2007/08 команда под руководством Дейви обыграла в Кубке Англии «Ливерпуль» (2:1) и «Челси» (1:0) и вышла в полуфинал турнира, где уступила на «Уэмбли» «Кардифф Сити» со счётом 0:1. В сезоне 2008/09 «Барнсли» едва избежал вылета, заняв 20-е место. В начале сезона 2009/10 Саймон Дейви был отправлен в отставку, и его заменил Марк Робинс, продержавшийся 2 сезона. В сезоне 2011/12 остался в Чемпионшипе (21-е место), так как его сосед по таблице, «Портсмут», потерял 10 очков из-за финансовых проблем. Тренером «Барнсли» был Кейт Хилл.
В сезоне 2012/13 «Барнсли» вновь висел на волоске — 21-е место, а тренера пришлось менять перед самым новым годом — им стал Дэвид Флиткрофт. В сезоне 2013/14 тренер «Барнсли» дважды был заменён, но проверенный рецепт не помог — «дворняги» заняли 23-e место и выбыли в третий по силе дивизион — Первую лигу.

## Фанаты
Самыми важными соперниками являлись йоркширские клубы Лидс Юнайтед, Шеффилд Уэнсдей и Шеффилд Юнайтед, далее следовали Ротерем Юнайтед и Хаддерсфилд Таун.

## Достижения
- Победитель Третьего северного дивизиона Футбольной лиги: 1933/34, 1938/39, 1954/55
- Обладатель Кубка Англии: 1911/12
- Обладатель Трофея Футбольной лиги: 2016